# Soa (Camerún)
Soa es una comuna camerunesa perteneciente al departamento de Méfou-et-Afamba de la región del Centro.
En 2005 tiene 30 588 habitantes, de los que 15 456 viven en la capital comunal homónima.
Se ubica en la periferia nororiental de la capital nacional Yaundé.

## Localidades
Comprende la ciudad de Soa y las siguientes localidades:
- Abondo
- Akak I
- Akak II
- Andon
- Ebang I
- Ebang II
- Ebogo II
- Ebogo III
- Ebogo IV
- Essimel
- Essong Mintsang
- Foulassi
- Koulou
- Mbasan I
- Mbasan II
- Mebougou
- Meyos
- Ngali I
- Ngali II
- Ngoungoumou
- Nkolfoulou I
- Nkolfoulou II
- Nkoltsit
- Nkomotou I
- Nkozoa
- Nsan
- Ntouessong V
- Ntouessong VI
- Ntouessong VII
- Ntouessong VIII
- Ntouessong IX
- Ntouessong X
- Oboa
- Okoa
- Ongandi
- Ovangoul
- Tigmelen